# Karneval v Riu

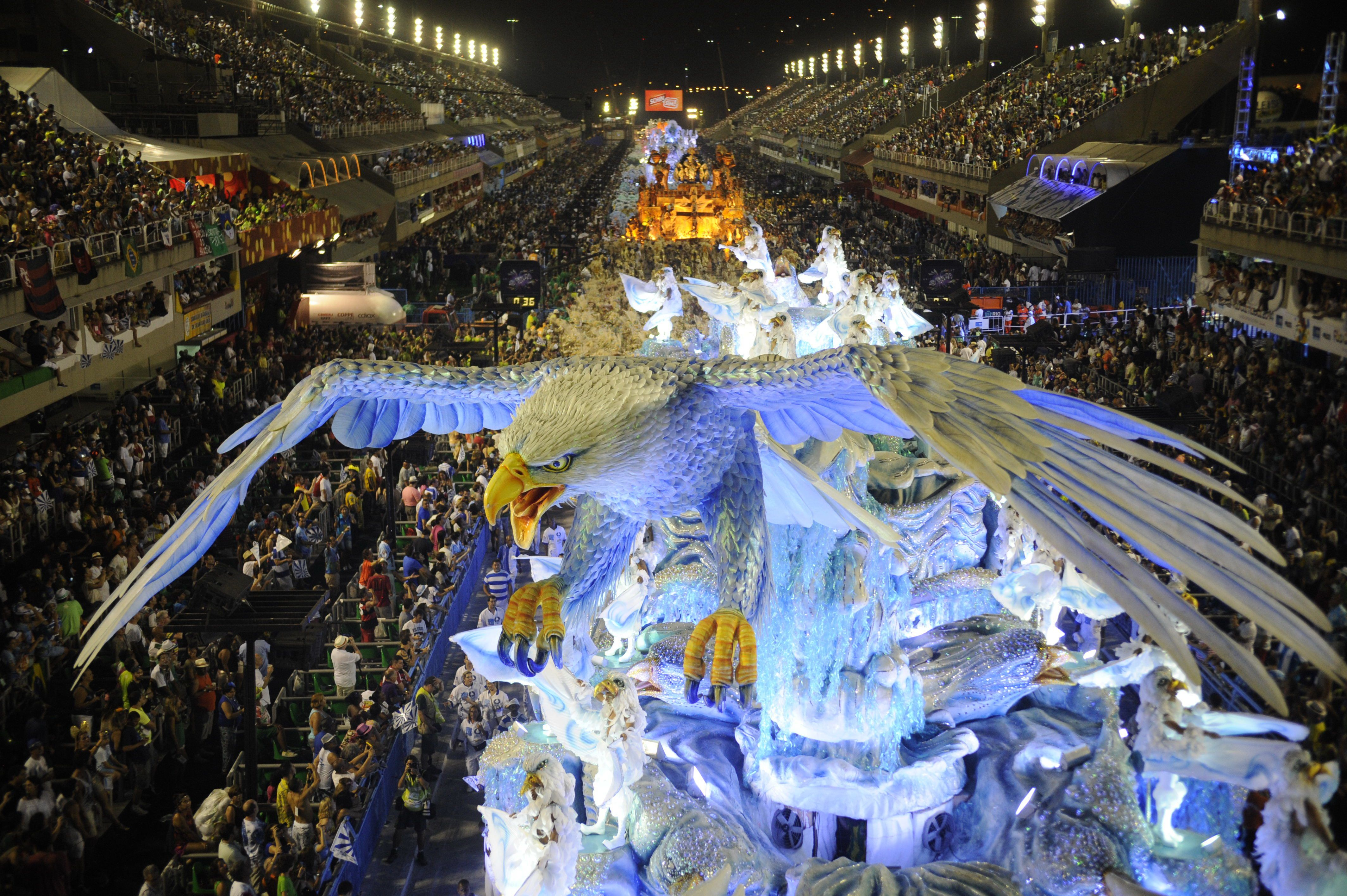
Karneval v Riu v roce 2014

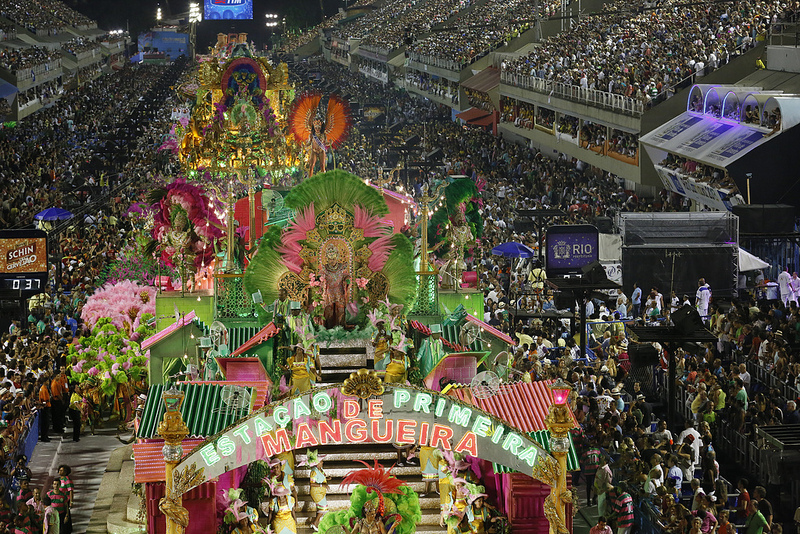
Karneval v Riu

Karneval v Riu je světoznámý festival v brazilském Riu de Janeiru, při němž městem chodí velké průvody extravagantně oděných tanečníků a tanečnic pohybujících se v rytmu samby. Akce se koná každý rok na přelomu února a března a navštíví ji denně okolo dvou milionů lidí.

## Historie
První zmínky o karnevalu lze datovat do roku 1723, slavnost byla do Brazílie zavlečena patrně jako obdoba evropských pohanských slavností konce období před půstem. Až do počátků 20. století dostávala velký prostor evropská kultura, takže se během festivalu hodně hrál a tančil valčík, polka či mazurka. Postupem času převládla tradiční brazilská samba. Každoroční pořádání festivalu přerušila druhá světová válka. K obnovení každoročního pořádání festivalu došlo v roce 1947. 

## Místo a termín
S karnevalovými akcemi se lze v době konání festivalu setkat po celém městě. Nejdůležitější část festivalu se ale odehrává na místě zvaném Sambodrom. V roce 1984 byl postaven podle návrhu brazilského architekta Oscara Niemeyera. Úsek určený pro karneval měří 700 metrů a pojme 90 000 návštěvníků.
Akce se koná vždy od pátku do středy, přehlídka vítězů tanečních soutěží se pak jako vyvrcholení odehrává v sobotu po konci karnevalu. Termín je pohyblivý, řídí se tím, že poslední den karnevalu vždy připadá na Popeleční středu, což obvykle bývá na konci února nebo na začátku března.

## Inspirace
Podobné karnevaly probíhají v mnoha dalších brazilských městech, mezi ty nejslavnější patří karnevaly ve městech Salvador, Recife a Olinda. Další festivaly se pořádají i v ostatních zemích Jižní a Střední Ameriky.